# Cecilia af Forselles
Maria Cecilia Margit af Forselles, född 30 juni 1954 i Helsingfors, är en finländsk professor och tidigare överbibliotekarie för Nationalbiblioteket i Helsingfors.
af Forselles läste historia vid Helsingfors universitet och doktorerade där 2001. Hennes forskning är inriktad mot muntliga traditioner och skriftlig kultur, kulturhistorien bakom översättningarna av Kalevala samt Europas idé-, vetenskaps- och lärdomshistoria. Hon har haft olika uppdrag åt Nationalbiblioteket sedan 1986 och har bland annat varit huvudredaktör för Nationalbibliotekets katalog över kartor i Adolf Erik Nordenskiölds samling: Annotated Catalogue of Maps made up to 1800. År 2005 utnämndes hon till chef för Finska litteratursällskapets bibliotek.
Hon utnämndes till överbibliotekarie för Nationalbiblioteket den 7 januari 2019 och avgick med pension den 1 juli 2022. I samband med pensioneringen avtäcktes ett porträtt målat av Kuutti Lavonen. Det har finansierats genom donationer och ingår i Nationalbibliotekets samlingar.
Under sin tid som överbibliotekarie har af Forselles bland annat bidragit till utvecklingen av bibliotekets digitala tjänster och utökat dess forskning. Hon har också drivit ett projekt som förbättrar tillgången till samiskt språk- och kulturmaterial.

## Utmärkelser[5]

### Ordnar
- Riddartecknet av I klass av Finlands Lejons orden,  2014[3]

[Redigera Wikidata]

### Övriga
- Förtjänsttecken i silver från Finska Litteratursällskapet, 2012
- Kulturpris från Kulturfonden för Sverige och Finland, 1997